# Mount Darby
Mount Darby ist ein 1750 m hoher Berg im ostantarktischen Viktorialand. In der Asgard Range des Transantarktischen Gebirges ragt er 2,1 km nordöstlich des Mount J. J. Thomson an der Wasserscheide zwischen dem Rhone-Gletscher und dem Matterhorn-Gletscher auf.
Das New Zealand Geographic Board benannte ihn 1998 nach der neuseeländischen Meeresbiologin Marie Darby (1940–2019) vom Canterbury Museum in Christchurch, die im Januar 1968 an Bord des Forschungsschiffs Magga Dan die erste neuseeländische Wissenschaftlerin in Antarktika war.